# 聖公会神学院
聖公会神学院（せいこうかいしんがくいん、英語：Central Theological College）は、東京都世田谷区用賀1-12-31に本部を置く日本聖公会の神学校である。法制度上は各種学校に分類される。1911年に設立された。なお、京都にはウイリアムス神学館もある。

## 概要

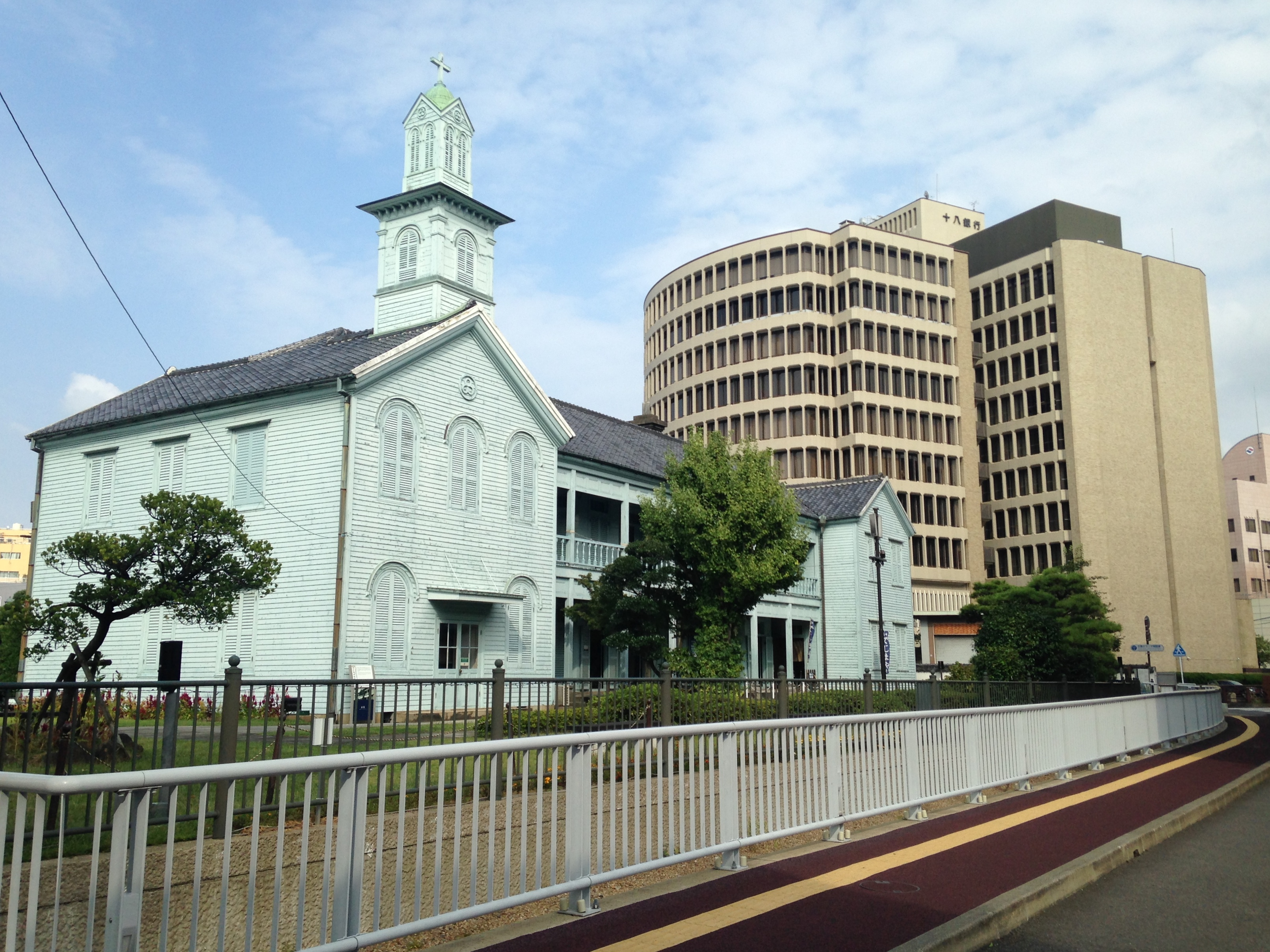
今も長崎出島和蘭商館跡に現存する旧出島神学校（旧出島英和学校、旧長崎神学校）（左）と十八銀行本店ビル（右）

聖公会神学院の起源は、英国聖公会宣教協会(CMS)のハーバート・モーンドレルが1877年（明治10年）9月に長崎・東山手居留地に開設した日本最古のプロテスタントの神学校である「長崎神学校（聖アンデレ神学校）」と、同年10月に、米国聖公会のチャニング・ウィリアムズが東京・入船町の邸内に開設した「東京三一神学校」に遡る。
長崎神学校は、1877年（明治10年）11月30日の聖徒アンデレ日に東山手居留地9番に新校舎が竣工。1883年（明治16年）には出島英和学校の閉校に伴い、東山手居留地から出島英和学校が使用していた出島の校舎へと移転した。1884年（明治17年）9月29日、CMSのチャールズ・F・ワレンによって大阪・川口居留地18番に「大阪三一神学校」が開校されると、長崎神学校は合併し、学生は順次大阪に送られて編入させられることとなり、長崎神学校は1886年（明治19年）閉校した。大阪三一神学校の校舎はジョージ・ポールが設計し、後に校長を務めた。
東京では、ウィリアムズが家塾のかたちで始めた東京三一神学校を母体に、1878年（明治11年）10月からイギリス海外福音伝道会（SPG）と米国聖公会の共同神学校として形容が整うこととなり、新たな「東京三一神学校」が開設された。米国聖公会からはウィリアムズが校長として、新約学を担当したほか、クレメント T. ブランシェが教会史、W.B. クーパーが組織神学、ジェームズ H. クインビーが旧約学および倫理神学を教え、SPGからはアレクサンダー・クロフト・ショーが証拠論、ウィリアム・B・ライトが祈祷書を担当した。翌1879年（明治12年）には、東京三一神学校は、ブランシェとクインビー両氏の時間と労力のかなりの部分を受け取り運営された。
1883年（明治16年）には、ウィリアムズの計画のもと、ジェームズ・ガーディナーが校長を務める立教大学校が築地居留地37番に設立されると、東京三一神学校は大学校内に併置された。1885年（明治18年）には、聖テモテ学校（英和学舎）初代校長を務めるなど大阪で活動していたアーサー・モリスが東京三一神学校で教えるために東京へ転任した。
ウィリアムズの要請を受けた大隈重信の尽力により新たに造成された築地居留地の土地を入手した聖公会は、その中の築地居留地53番に、1889年（明治22年）、東京三一神学校寄宿舎を建設し、1892年（明治25年）には同地に東京三一神学校の新校舎と付属図書館を設けた。同年、隣接する築地居留地54番に三一会館も竣工している。

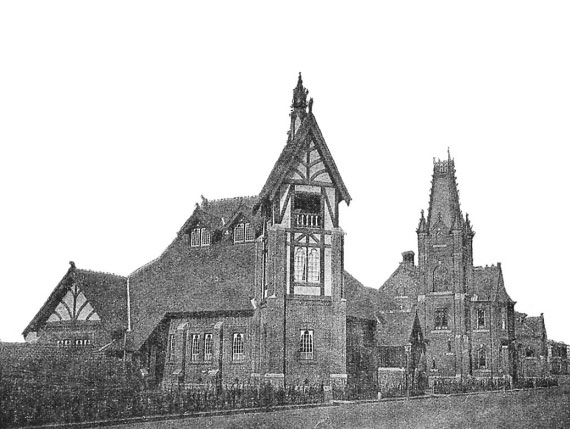
築地居留地にあった東京三一会館（左）と東京三一神学校・付属図書館（右）

遡ること、1879年6月4日には、SPGのショーとライトによって、東京府芝区栄町12番地に新たに「聖教社」が設立された。聖アンデレ教会の設立と同時に教会の敷地内に設置された英学校であった。聖教社は多治見十郎により開業願が東京府に提出され、多治見は聖教社で英学教授を務めた。1880年（明治13年）1月には、隣接地の13番地に「聖教社分校女学校」が設立される。1883年（明治16年）2月に、聖教社は休業し、聖教社分校女学校は廃校となるが、1886年（明治19年）には、今井寿道が再開後の聖教社の教頭兼幹事に就任した。
1892年（明治25年）11月に、同地に「聖安得烈学院」が創立されるが、その聖安得烈学院も1903年（明治36年）に廃校となる。1902年（明治35年）には、今井寿道が香蘭女学校の校長を辞任したのを機に聖教社神学部校長に就任。1905年（明治38年）4月に、専門学校令による「聖教社神学校」の設立許可願が提出され、伝道者養成の神学校となった。
1887年（明治20年）2月には、日本におけるイングランド国教会と米国聖公会の合同により、「日本聖公会」が設立された。米国聖公会、SPG、CMSは伝統を同じくするものとして、同一の祈祷書と教会規則を定めた。これにより、米・英の聖公会各派が日本に設立した学校や教会が整理されていくこととなる。
こうして、1911年（明治44年）に東京三一神学校、聖教社神学校が合併して「聖公会神学院」が設立される。1908年（明治41年）の世界聖公会大会の感謝献金を基礎として設立されたものである。
1915年（大正4年）には、大阪三一神学校も聖公会神学院に合併。
その後、戦時下での外国人教授辞任、文部省の指示による日本東部神学校への統合要求があり、稲垣陽一郎校長は私塾の形での神学教育の継続を試みたが、1945年3月には憲兵隊から私塾閉鎖の命令を受け、さらに翌月の空襲によって校舎はすべて焼失した。終戦後の1945年10月に聖公会神学塾は授業を再開し、翌年4月に聖公会神学院として再出発した。戦後最初の院長には須貝止が就任した。しかし須貝は戦時下の過酷な弾圧（日本聖公会秘密結社事件）による体力の衰えが著しく、1947年に死去した。
校舎は池袋（1912年・大正元年）、旧岩崎邸（1949年・昭和24年）（湯島）を経て1953年（昭和28年）に現在地に移転した。
池袋時代は、併設する立教大学の文学部の学生たちも神学院の教室を時々使っていた。立教通りから神学院の鉄門を入って校舎の玄関まで桜並木となっており、春には見事な桜花が見られた。しかし、戦災で、桜も庭も校舎もすべて焼けて失ってしまい、跡地が立教学院のグラウンドとして使われた。
聖公会神学院は全寮制で、原則として3年間の課程で、礼拝と学習と共同生活を通して教会の聖職・奉仕職に携わる者を養成する。入学条件は、大学卒業以上で教会の聖職・奉仕職を志している者、またはすでにその職務に従事している者。ただし、学生は公募せず、全国の教会からの推薦をもとに入学試験を経て入学が許可される。また、個人の関心にもとづく学習・研修のためにも開かれており、教会関係の研修者や聴講生にも門戸を開いている。
今日までに約600名の卒業・修了生（校友）が日本聖公会の諸教会はじめ諸施設、また海外の諸教会の働きへと遣わされてきた。施設は、諸聖徒礼拝堂、本館、学生寮、教員住宅に加え、約3万冊の蔵書を備えた図書館もある。
池袋時代には立教大学との間で二重学籍を認めていたことがあり、現在でも立教大学大学院キリスト教学研究科と単位互換制度を設けている。

## 出身者
- 田井正一 - 東京三一神学校出身／第1回生、静修女学校校長、川越キリスト教会牧師
- 清田海一郎 - 大阪三一神学校出身、浅草聖ヨハネ教会初代牧師
- 今井寿道 - 聖教社出身
- 大塚惟明 - 東京三一神学校出身、南海電気鉄道社長
- 皆川晃雄 - 東京三一神学校出身、大阪聖ヨハネ教会初代牧師、神田キリスト教会牧師、旧台湾聖公会の基礎を創った人物、渋沢栄一とも深く交遊した
- 名出保太郎 - 東京三一神学校出身、築地聖三一教会初代牧師、元田作之進とともに日本人初の聖公会主教
- 宮崎敬介 - 東京三一神学校出身、大阪電灯社長
- 落合吉之助 - 東京三一神学校出身、聖公会神学院校長、立教大学文学部宗教学科長、聖マツテヤ伝道学校教授
- 早川喜四郎 - 東京三一神学校出身、平安女学院院長
- 佐藤国三郎 - 聖教社／聖安得烈学院出身、万平ホテル経営者（2代目佐藤万平）、佐藤泰春の祖父
- 吉田栄右 - 聖安得烈学院出身、常盤生命保険株式会社／現・朝日生命保険元支配人
- 稲垣陽一郎 - 東京三一神学校出身、聖公会神学院校長
- 須貝止 - 東京三一神学校出身、聖公会神学院校長
- 山村暮鳥 - 東京三一神学校出身、前橋聖マッテア教会英語夜学校出身、詩人、児童文学者、本名：土田八九十
- 小島茂雄 - 立教中学校／現・立教池袋中学校・高等学校校長
- 向井山雄 - 北海道アイヌ協会初代理事長
- 竹田眞二 - 東京三一神学校出身、聖路加国際病院チャプレン、竹田眞（聖公会神学院校長、日本聖公会首座主教）の父
- 塚田理 - 第15代立教大学総長
- 大倉一郎 - フェリス女学院大学文学部教授
- 西原廉太 - 第22代立教大学総長
- 景山恭子 - 聖公会宣教師

## その他、関係人物
- 1891年（明治24年）、奈良英和学校で教えていたアイザック・ドーマンが東京三一神学校で比較宗教学講師として嘱託されるにあたって、教え子の米田庄太郎（後の京都帝国大学教授）も上京し、助手を務めた。
- ハロルド・スパックマン（元教授、立教大学元教授、立教大学図書館元館長、立教大学ア式蹴球部（現・サッカー部）初代部長）